# Mainzer Ruder-Gesellschaft 1898
Die Mainzer Ruder-Gesellschaft 1898 (MRG) ist ein Sportverein aus der rheinland-pfälzischen Landeshauptstadt Mainz. Sie ist Mitglied im Deutschen Ruderverband sowie im Ruderverband Rheinhessen. Das Bootshaus der MRG befindet sich linksrheinisch auf der Ingelheimer Aue im Norden der Stadt im Ortsbezirk Mainz-Neustadt. Der Verein widmet sich dem Wanderrudern, Breitensport und Leistungssport.

## Geschichte
Die MRG geht auf drei Vorgängervereine zurück: die Mainzer Rudergesellschaft von 1902, den Mainzer Ruder Club Fortuna 1898 und den Mainzer Ruder Club von 1903. Nach dem Zweiten Weltkrieg verschmolzen die Vereine bis am 14. April 1962 die heutige Mainzer Ruder-Gesellschaft 1898 entstand. Die Rudergesellschaft bezog 1936 den Standort des heutigen Vereins im damaligen Mainzer Floßhafen (heutiger Industriehafen). Das Bootshaus wurde 1960 an gleicher Stelle in der Gaßnerallee gebaut.
Die MRG ist neben dem Mainzer Ruder-Verein von 1878 und dem Weisenauer Ruderverein 1913 einer von drei Mainzer Vereinen, die im Rudersport aktiv sind. Seit 1988 veranstaltet der Verein im Advent eine jährliche Langstrecken-Regatta über 4.000 m für die Bootsklasse Doppelvierer mit Steuermann als „Spaß-Rennen“, dem sogenannten „Nikolaus-Vierer“. Nach einer längeren Pause, in der sich die MRG auf den Breitensport fokussierte, nahmen jugendliche Ruderer des Vereins ab 2022 wieder an nationalen Titelkämpfen teil.

## Erfolge
Sportliche Triumphe konnten bereits Anfang des 20. Jahrhunderts gefeiert werden. Ernst Maschmann siegte 1910 bei den nationalen Titelkämpfen im Einer für den Vorgängerverein Mainzer Rudergesellschaft von 1902. Hervorzuheben sind zudem die Erfolge der Vereinsmitglieder Udo Hild und Udo Hennig. Hild gewann drei Titel bei Deutschen Meisterschaften (1968 und 1969 im Doppelzweier, 1970 im Einer). Zudem nahm er an den Olympischen Sommerspielen 1968 (im Doppelzweier) und 1972 (im Einer) teil. Der Leichtgewichtsruderer Hennig errang den deutschen Meistertitel im Jahr 1984 im Leichtgewichts-Doppelvierer ohne Steuermann, sowie in den Jahren 1986, 1987 und 1989 sowohl  im Leichtgewichts-Doppelzweier ohne Steuermann als auch im Leichtgewichts-Achter. Bei den Ruder-Weltmeisterschaften der Jahre 1986, 1987, und 1989 konnte Hennig im Leichtgewichts-Achter ebenfalls in die Medaillenränge fahren (2× Silber, 1× Bronze).